# G Scorpii
G Scorpii (G Sco) è una stella della costellazione dello Scorpione. Si tratta di una gigante arancione di magnitudine 4,81 distante 126 anni luce dalla Terra.
La stella nel XVIII secolo fu denominata Gamma Telescopii da Nicolas Louis de Lacaille, in un tempo in cui i confini delle costellazioni non erano ben definiti. Fu poi Benjamin Apthorp Gould che la incluse successivamente nella costellazione dello Scorpione, assegnandogli la lettera G forse per il fatto che in precedenza la stella era denominata con la lettera greca Gamma. 

## Osservazione
Posta alla declinazione di 37°S, G Scorpii è una stella dell'emisfero australe. Nell'emisfero boreale essa non può essere osservata a nord del 53º parallelo, il che esclude buona parte del Canada e l'Europa settentrionale. Nelle zone temperate dell'emisfero boreale, essa comunque apparirà molto bassa sull'orizzonte. Le possibilità di osservazione in questo emisfero migliorano se ci si sposta nella zona tropicale. Diventa circumpolare solo alle latitudini più meridionali del 53°S, cioè solo nelle estreme regioni meridionali del Sudamerica e nel continente antartico.
Visivamente appaiono vicine a G Scorpii due stelle, rispettivamente a 40 e 200 secondi d'arco, che non sembrano però avere legami fisici con essa.

## Caratteristiche
G Scorpii è una gigante arancione di classe K0III che ha ormai esaurito nel suo nucleo l'idrogeno da convertire in elio ed è dunque uscita dalla sequenza principale. Ha una massa del 40% superiore a quella solare ed un'età stimata all'incirca di 3 miliardi di anni. Il suo raggio si è espanso fino a 17 volte quello solare, e con una temperatura superficiale di 4500 K, irradia un centinaio di volte più luce del Sole.